# Ráday Felsőoktatási Diákotthon

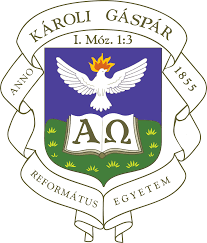
A Ráday Felsőoktatási Diákotthon a Károli Gáspár Református Egyetem Hittudományi Kara hallgatóinak ad otthont

A Ráday Felsőoktatási Diákotthon a Dunamelléki Református Egyházkerület Székházában 58 kétágyas, fürdőszobás kollégiumi szobával és további közösségi terekkel működő diákotthon, ami együtt élő közösségként elsősorban a Károli Gáspár Református Egyetem Hittudományi Karának lelkész és vallástanár képzésén résztvevő hallgatóknak biztosítja a hivatásra készülést. Jogelődje az 1855-ben létrejött Református Theológus Otthon, jelenlegi intézményi kereteit 2007-ben nyerte el, a diákotthon újjáépített formáját pedig 2022-ben.

## Története

### Az első 100 év
A jelenleg Ráday Felsőoktatási Diákotthonként működő kollégium jogelődje a Magyar Református Egyház egykori teológiai internátusa, így történetét már az 1800-as évek második felében kell kezdenünk.
A pesti református teológia 1863-tól még a Kálvin téri református templom mögött, a mai Városkapu Üzletház helyén álló épületben működött. A pesti egyház és dunamelléki egyházkerület által építtetett kétemeletes épületet akkor még a gimnáziumi osztályokkal is meg kellett osztaniuk, egészen 1888-ig, amikor a gimnázium el nem költözött a később nevét is adó Lónyay utcába (a mai „Kisképző” melletti épületbe).
A teológiai internátussal kapcsolatos első részletesebb adat 1895-ből származik. Ekkor 13 lakószobában 37 hallgató lakott ott és csak a senior – a hallgatók vezetője – számára biztosítottak külön szobát. Még az internátusi felügyelőtanárnak sem jutott hely az épületben, mint ahogyan főzési és helybeni étkezési lehetősége sem volt a bentlakóknak. Az internátusnak azonban volt közös olvasóhelyisége, kis könyvtárral. A bentlakás ebben az időszakban ingyenes volt, sőt akiknek nem jutott hely, azok segélyt kaphattak városi lakbérük fedezésére.
Bár a templom mögötti épületet két alkalommal (1888 és 1904) is bővítették, továbbra is szűknek bizonyult a teológia számára, különösen mert nem volt benne lehetséges az akkor már több évtizede megvásárolt Ráday Gyűjteményt elhelyezni. Végül a Pesti Teológiai Akadémia teljessé lételének 50. évfordulóján, 1909-ben szerezte meg az egyházkerület az elköltöző ferencvárosi dohánygyárnak a Ráday és Köztelek utca sarkától induló, 1020 négyszögöles telkét a rajta lévő irodaépülettel, amelyet átalakítottak a teológia, a Ráday Gyűjtemény és a teológiai internátus számára. Ekkor 88 hallgató részére alakítottak ki a kor színvonalának megfelelő lakhatást és immár a felügyelő tanár számára is biztosítottak szolgálati lakást. Az átépítés másfél évig tartott, a hallgatók végül 1912 őszén foglalhatták el új szobáikat.
Már a Kálvin téri templom mögötti épületben is laktak a teológusokkal együtt külsősök: vagy egyetemi tanulmányaikat máshol folytató már végzett teológusok, vagy tanulmányaikat Pesten végző „dunamelléki papfiúk”. Hangoztatták is a teológián, hogy nekik nemcsak a teológusok, de az egyetemi protestáns diákok egész kis seregébe kellene „lehelnie az evangéliumi szellemet”. Ennek megfelelően az új, Ráday utcai internátusba már az első évben 43 „világi internista” költözött. Számuk a következő években is 40 körüli volt, az internátusban lakók majdnem felét ők tették ki.
A hamarosan kitört első világháború az internátus életére is rányomta bélyegét. Az internátus nyáron is nyitva tartott a szabadságolt katonadiákok elhelyezése céljából, bútorait katonai célra kölcsönbe kellett adnia, sőt réz- és nikkeledényeit be kellett szolgáltatnia. A Tanácsköztársaság idején az internátusban „hallgatói önkormányzat” szerveződött, mégpedig egy, az internátusban lakó, kommunista érzelmű hallgató az épületben gyűlésező pesti lelkészek és egyházi vezetők előtt ünnepélyesen bejelentette, hogy az internátus „diákigazgatás alá vétetett,” amely szervezkedésnek azonban nem tudunk további következményeiről.
Az internátus lakóinak öntevékeny szerveződései azonban már korábban kezdődtek. A belmisszió hatására a bentlakók már 1898-től szerveztek napi áhítatokat a Kálvint téri templomban, az 1912-es átköltözés után ezek helyszíne is az internátus lett. Az internátus teológus lakói közül különösképpen is azok, akik a különféle belmisszió ifjúsági szervezetek tagjaivá lettek (MEKDSz, SDG) komolyan vették a velük lakó „világi internisták” evangelizálását, akik a lelkészi hivatásra jelentkezők számának csökkenése miatt az 1940-es évekre már többségbe is kerültek az internátus lakói között (1942 és 1943-ban háromszor annyian voltak mint a teológusok). Később sokan közülük is rendszeresen részt vettek az áhítatok megtartásában. A teológusok Kálvin János Köre mellett a „világi internistákat" fogta össze az 1933-tól néhány évig működő Ráday Pál Kör, amelynek összejövetelén többek közt Móricz Zsigmond is tartott előadást.
A második világháború is sok kihívást tartogatott az internátus és lakói számára. Annak érdekében, hogy az épületet ne használhassák katonai célra, a teológia megegyezett a Svéd Vöröskereszttel, hogy a védettség fejében az internátusban menekült lelkipásztorokat és hallgatókat helyeznek el. Az elővigyázatosság nem volt indokolatlan. A nyilasok 1944. december 11-én elrendelték az egész épület kiürítését és annak átadását. Ezt ekkor még sikerült megakadályozni, de ettől kezdve 1945 márciusáig mindegyik harcoló fél alakulata megfordult az épületben hosszabb-rövidebb ideig. 1945. január 2-án ráadásul két bomba csapódott be az udvaron, amely szintén súlyos károkat okozott.

### Az 1956-os forradalomtól napjainkig
A két éves újjáépítési munkálatokban, amelyet főleg külföldi anyagi, de tárgyi adományok tettek lehetővé, oroszlánrészt vállaltak maguk az internátus lakói is. A háborús károkat végül csak az épület nagyszabású, 1954-55-ös felújítása tüntette el, amely a teológiai akadémia megalapításának 100 éves évfordulójára készült el. Az internátus lakói Szabó Mihály senior vezetésével részt vettek az 1956. október 23-i egyetemi megmozdulásokban, két teológus, Magócsi István és Herczeg Pál életmentés közben vesztette életét a rákövetkező napokban. A diktatúra a leghétköznapibb részletekben is éreztette szorítását: 1960 és 1962 között az internátus elhagyását még napközben is korlátozták a hallgatók számára. Az elektromos hálózat elavultsága miatt 1960-tól este 11 és reggel 6 között nem volt világítás az internátusban.
A több református intézményt (püspöki hivatal, Ráday Gyűjtemény, a teológia és internátusa) is magába foglaló épület újra esedékessé váló felújításának elősegítésére 1978-ban hívta életre az egyházkerület a Ráday Kollégiumot. Ezáltal 1982 és 1987 között nemcsak a meglévő Ráday és Köztelek utcai szárnyak korszerűsítése történt meg, hanem új, 3 emeletes épületszárny is épült a telek Üllői útra néző oldalán, amelyben tanári lakások, a levéltár és a nyomda mellett az új 78 szobás (75 kétágyas és 3 egy ágyas) internátus is helyet kapott. Az új internátusi szárnyat 1983-ban adták át, míg a régi szárnyak felújítása 1987-re készült el. 2003-ban az internátus üzemeltetésére életre hívta az egyházkerület a Ráday Felsőoktatási Diákotthont (RFD), amely röviddel ezután főleg esztétikai jellegű felújításon is átesett.
2019. január 23-án tragikus tűzeset pusztított az épületben, ennek következtében az internátust befogadó szárny olyan helyrehozhatatlan kárt szenvedett, hogy az egyházkerület az 1983-ban épült szárny lebontásáról és helyébe új internátusi szárny építéséről döntött, mely 2022 szeptemberében meg is nyitotta kapuit. A Magyarországi Református Egyház Török Pál Szemináriumi Könyvtára, a Károli Gáspár Református Egyetem Hittudományi Kara és a Dunamelléki Egyházkerület székháza is ebbe az új, modern épületben talált otthonra.